# Tom Kindt
Tom Oliver Kindt (* Mai 1970 in Hamburg) ist ein deutscher germanistischer Literaturwissenschaftler.

## Leben
Das Studium der Germanistik und Philosophie an der Universität Hamburg schloss er mit der Promotion 2001 ab. Von 2001 bis 2003 war er wissenschaftlicher Mitarbeiter der DFG-Forschergruppe Narratologie. Von 2004 bis zur Habilitation 2010 war er wissenschaftlicher Mitarbeiter am Seminar für deutsche Philologie der Georg-August-Universität Göttingen. Von 2011 bis 2014 lehrte er als Professor für Neuere deutsche Literatur an der Friedrich-Schiller-Universität Jena. Seit 2014 ist er Professor für Germanistische und Allgemeine Literaturwissenschaft an der Universität Fribourg. 
Seine Schwerpunkte sind Komikforschung, Erzähltheorie, Literatur der Moderne und Geschichte der Germanistik.

## Schriften (Auswahl)
- mit Hans-Harald Müller: The Implied Author. Concept and Controversy. Berlin 2006, https://doi.org/10.1515/9783110201727
- Unzuverlässiges Erzählen und literarische Moderne. Eine Untersuchung der Romane von Ernst Weiß. Tübingen 2008, ISBN 978-3-484-18184-7.
- Literatur und Komik. Zur Theorie literarischer Komik und zur deutschen Komödie im 18. Jahrhundert. Berlin 2011, ISBN 978-3-05-005152-9.
- mit Tilmann Arndt Köppe: Erzähltheorie. Eine Einführung. Reclam (= 17683 Universal-Bibliothek), Stuttgart 2014, ISBN 3-15-017683-2.
- Brecht und die Folgen. Stuttgart 2018, ISBN 978-3-476-04576-8.